# Tumeur épithéliale mixte
 Mise en garde médicale
Les tumeurs épithéliales mixtes sont une classe de tumeurs solides de la Classification internationale des maladies oncologiques. Elles sont formées à partir de plusieurs lignées cellulaires différentes, dont au moins une lignée issue d'un épithélium, comme un thymome ou un adénome pléïomorphe.